# Quitus
Quitus is een geslacht van rechtvleugeligen uit de familie Romaleidae. De wetenschappelijke naam van dit geslacht is voor het eerst geldig gepubliceerd in 1924 door Hebard.

## Soorten
Het geslacht Quitus omvat de volgende soorten:
- Quitus insolens Hebard, 1924
- Quitus podocarpus Amédégnato & Poulain, 1994
- Quitus zurucucho Amédégnato & Poulain, 1994